# Bing 'n' Basie
Bing 'n' Basie è un album in studio collaborativo del cantante e attore statunitense Bing Crosby e del musicista statunitense Count Basie, pubblicato nel 1972.

## Tracce
Side 1
1. Gentle on My Mind – 3:45 (John Hartford)
2. Everything Is Beautiful – 3:19 (Ray Stevens)
3. Gonna Build a Mountain – 2:36 (Leslie Bricusse, Anthony Newley)
4. Sunrise, Sunset – 2:43 (Jerry Bock, Sheldon Harnick)
5. Hangin' Loose – 2:32 (Sammy Nestico, Johnny Mercer)
6. All His Children – 3:01 (Henry Mancini, Alan Bergman, Marilyn Bergman)

Side 2
1. Put Your Hand in the Hand – 3:12 (Gene MacLellan)
2. Snowbird – 2:56 (Gene MacLellan)
3. Little Green Apples – 3:15 (Bobby Russell)
4. Sugar, Don't You Know – 3:23 (Peggy Lee, Louis Bellson, Jack Hayes)
5. Have a Nice Day – 2:55 (Sammy Nestico, Johnny Mercer)